# Гаг (Північна Дакота)
Гаг (англ. Hague) — місто (англ. city) в США, в окрузі Еммонс штату Північна Дакота. Населення — 70 осіб (2020).

## Географія
Гаг розташований за координатами 46°1′44″ пн. ш. 99°59′56″ зх. д. / 46.02889° пн. ш. 99.99889° зх. д. (46.028906, -99.998955).  За даними Бюро перепису населення США в 2010 році місто мало площу 0,71 км², уся площа — суходіл.

## Демографія
Згідно з переписом 2010 року, у місті мешкала 71 особа в 35 домогосподарствах у складі 22 родин. Густота населення становила 100 осіб/км².  Було 51 помешкання (72/км²).
Расовий склад населення:
| - 100,0 % — білих |

До двох чи більше рас належало 0,0 %. Частка іспаномовних становила 1,4 % від усіх жителів.
За віковим діапазоном населення розподілялося таким чином: 16,9 % — особи молодші 18 років, 42,3 % — особи у віці 18—64 років, 40,8 % — особи у віці 65 років та старші. Медіана віку мешканця становила 60,5 року. На 100 осіб жіночої статі у місті припадало 108,8 чоловіків;  на 100 жінок у віці від 18 років та старших — 90,3 чоловіків також старших 18 років.
За межею бідності перебувало 7,0 % осіб, у тому числі 0,0 % дітей у віці до 18 років та 8,7 % осіб у віці 65 років та старших.
Цивільне працевлаштоване населення становило 20 осіб. Основні галузі зайнятості: сільське господарство, лісництво, риболовля — 30,0 %, будівництво — 20,0 %, мистецтво, розваги та відпочинок — 15,0 %, освіта, охорона здоров'я та соціальна допомога — 15,0 %.